# کرومپندورف
کرومپندورف (به آلمانی: Krumpendorf am Wörthersee) یک منطقهٔ مسکونی در اتریش است که در ناحیه کلاگن‌فورت-لاند واقع شده‌است. کرومپندورف ۳٬۴۰۰ نفر جمعیت دارد.

## خواهرخوانده
شهر دولا خواهرخواندهٔ کرومپندورف هست.